# Froms Gambit
Die Schacheröffnung Froms Gambit (selten auch als From-Gambit bezeichnet) trägt den Namen des dänischen Schachmeisters Severin From (1828–1895). Sie wird durch die Züge
1. f2–f4 e7–e5
eingeleitet und ist eine Gambitfortsetzung der Bird-Eröffnung.
Der Weiße kann nun mit 2. e2–e4 in das Königsgambit überleiten. Eigenständigen Charakter hat die Annahme des Gambitbauern mittels 2. f4xe5.
Nach 2. f4xe5 kann sich das Spiel wie folgt entwickeln: 2. … d7–d6 (das teilweise als Neo-From bezeichnete 2. … Sb8–c6 wird kaum gespielt) 3. e5xd6 Lf8xd6 4. Sg1–f3 (unteres Diagramm, notwendig wegen des drohenden Damenschachs auf h4; falls Weiß 4. Sb1–c3? spielt, setzt 4. … Dd8–h4+ 5. g2–g3 Dh4xg3+ nebst Ld6xg3 matt).
|   | a | b | c | d | e | f | g | h |   |
| 8 |   |   |   |   |   |   |   |   | 8 |
| 7 |   |   |   |   |   |   |   |   | 7 |
| 6 |   |   |   |   |   |   |   |   | 6 |
| 5 |   |   |   |   |   |   |   |   | 5 |
| 4 |   |   |   |   |   |   |   |   | 4 |
| 3 |   |   |   |   |   |   |   |   | 3 |
| 2 |   |   |   |   |   |   |   |   | 2 |
| 1 |   |   |   |   |   |   |   |   | 1 |
|   | a | b | c | d | e | f | g | h |   |

Ausgangsstellung von Froms Gambit (Hauptvariante) nach 4. Sg1–f3
Die im Froms Gambit entstehenden Stellungen sind durch folgende Merkmale gekennzeichnet:
- Weiß hat einen Mehrbauern und gute Chancen, das Zentrum zu besetzen. Zudem ist der schwarze Damenflügel oft unterentwickelt.
- Die Schwäche von Weiß ist die Diagonale e1–h4, die das Leitmotiv für schwarze Mattangriffe bildet. Zudem hat Schwarz einen kleinen Entwicklungsvorteil, weil er durch 3. … Lf8xd6 seine erste Figur vor dem Weißen ins Spiel bringen konnte und damit den weißen Anzugsvorteil umgedreht hat.

Folgende Hauptvarianten illustrieren die Möglichkeiten für Schwarz, eine Kompensation für das Bauernopfer zu erhalten:
- Schwarz versucht, die Schwäche der Diagonalen e1–h4 auszunutzen: 4. … g7–g5 (ein Zug von Emanuel Lasker)
  - 5. g2–g3 g5–g4 6. Sf3–h4 Sg8–e7 7. d2–d4 Se7–g6 8. Sh4xg6 h7xg6 9. Dd1–d3 Sb8–c6 10. c2–c3, Weiß will lang rochieren, Schwarz versucht, die offene h-Linie auszunutzen.
  - 5. d2–d4 g5–g4 6. Sf3–e5 Ld6xe5 7. d4xe5 Dd8xd1+ 8. Ke1xd1 Sb8–c6 9. Lc1–f4 Lc8–e6 10. e2–e3 0–0–0+ 11. Sb1–d2 Sg8–e7 12. Lf4–g5 Th8–e8 13. Lg5–f6 mit beiderseitigen Chancen.
- Schwarz will den Minusbauern durch einen Entwicklungsvorsprung kompensieren: 4. … Sg8–f6

Auf Initiative Georg Deppes organisierte der Deutsche Fernschachbund 1961/62, 1966/68 und 1969/71 drei Thementurniere, um diese Eröffnung zu erforschen.